# Reach Out (canción de Erasure)
Reach Out es una canción del dúo del género electrónico Erasure publicada en su álbum Cowboy (álbum de Erasure) en 1997.

## Descripción
Reach Out fue compuesta por Vince Clarke y Andy Bell.

## Datos adicionales
En el álbum Buried Treasure II se encuentra una versión con letra alternativa de 'Reach Out'.